# Kichiro Shimabuku
Kichiro Shimabuku é um mestre de Caratê no estilo Isshin-ryū nascido em Okinawa (atualmente parte do Império do Japão) em 15 de Fevereiro de 1939. . Atualmente é o segundo Sōke do estilo Isshin-ryū, função esta que herdou de seu pai Tatsuo Shimabuku, que foi o fundador e primeiro Sōke do estilo. 

## Ligaões Externas
- «Isshin-Ryu Word Karate Association (IWKA)»
- «Isshin-ryu Hall of Fame»